# Chérence
Chérence est une commune française située dans le département du Val-d'Oise, en région Île-de-France.

## Géographie

### Localisation
Le village est situé à 70 km à l'ouest de Paris sur le plateau du Vexin, et domine la vallée de la Seine. La route des Crêtes qui relie le village à La Roche-Guyon offre un spectaculaire panorama sur les vallées de la Seine et de l'Epte.
La commune est située dans le parc naturel régional du Vexin français. Elle surplombe la réserve naturelle nationale des coteaux de la Seine.

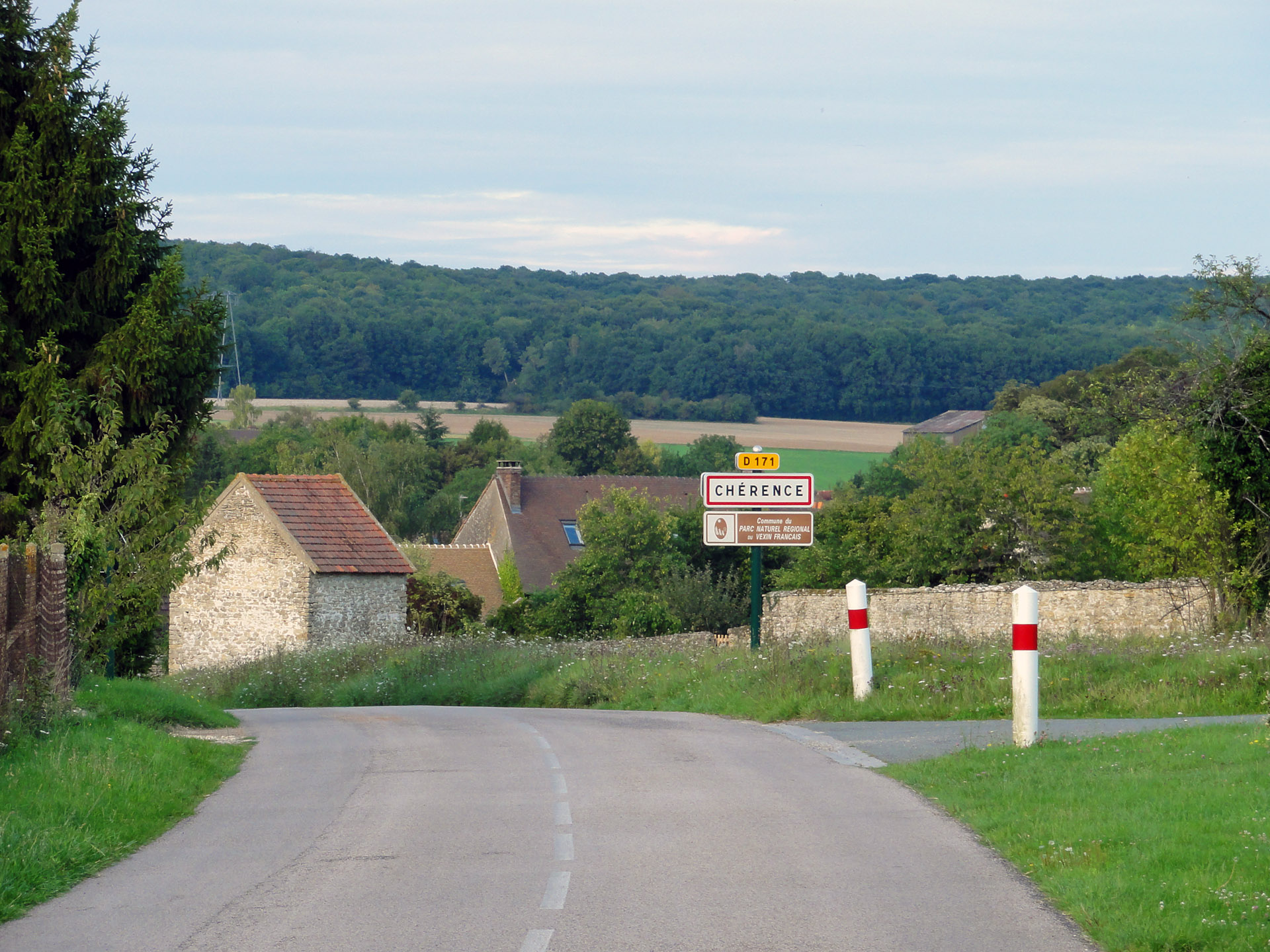
L'entrée du village.

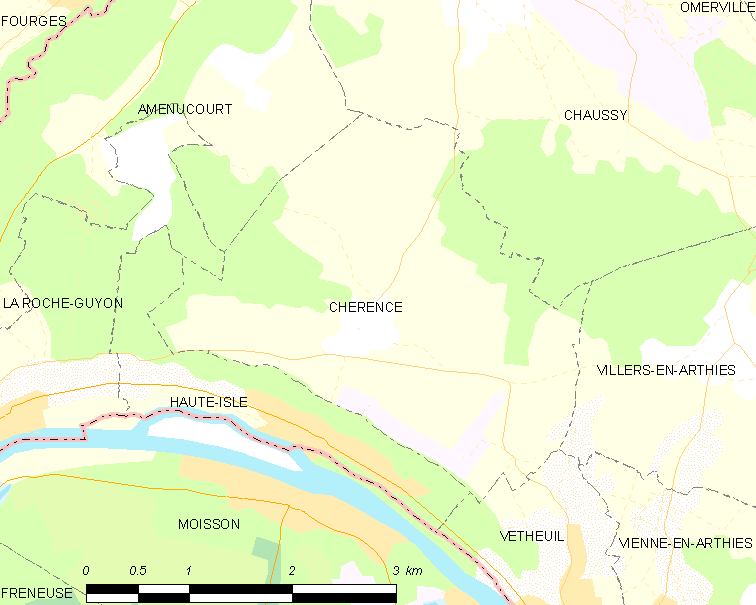
Carte de la commune.
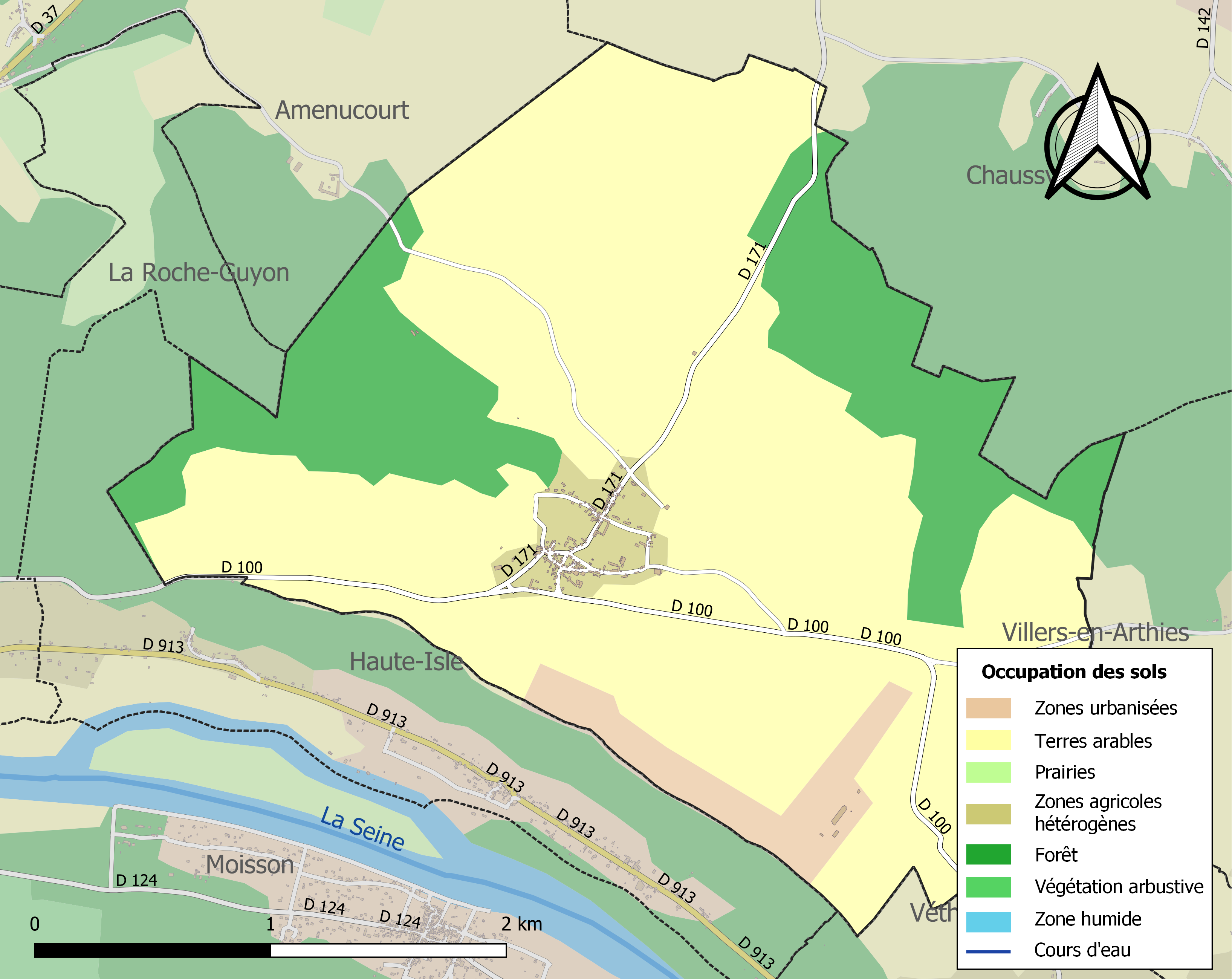
Occupation des sols.

### Communes limitrophes
Chérence est limitrophe d'Amenucourt, Chaussy, Villers-en-Arthies, Vétheuil, Haute-Isle et La Roche-Guyon.
| Amenucourt     | Chaussy    |                    |
| La Roche-Guyon | Chérence   | Villers-en-Arthies |
|                | Haute-Isle | Vétheuil           |

### Climat
Pour des articles plus généraux, voir Climat de l'Île-de-France et Climat du Val-d'Oise.
En 2010, le climat de la commune est de type climat des marges montargnardes, selon une étude du CNRS s'appuyant sur une série de données couvrant la période 1971-2000. En 2020, Météo-France publie une typologie des climats de la France métropolitaine dans laquelle la commune est exposée à un climat océanique et est dans la région climatique Sud-ouest du bassin Parisien, caractérisée par une faible pluviométrie, notamment au printemps (120 à 150 mm) et un hiver froid (3,5 °C).
Pour la période 1971-2000, la température annuelle moyenne est de 10,3 °C, avec une amplitude thermique annuelle de 14,3 °C. Le cumul annuel moyen de précipitations est de 704 mm, avec 11,2 jours de précipitations en janvier et 8,5 jours en juillet. Pour la période 1991-2020, la température moyenne annuelle observée sur la station météorologique la plus proche, située sur la commune d'Étrépagny à 25 km à vol d'oiseau, est de 11,3 °C et le cumul annuel moyen de précipitations est de 774,0 mm,. Pour l'avenir, les paramètres climatiques de la commune estimés pour 2050 selon différents scénarios d'émission de gaz à effet de serre sont consultables sur un site dédié publié par Météo-France en novembre 2022.

## Urbanisme

### Typologie
Au 1er janvier 2024, Chérence est catégorisée commune rurale à habitat dispersé, selon la nouvelle grille communale de densité à sept niveaux définie par l'Insee en 2022.
Elle est située hors unité urbaine. Par ailleurs la commune fait partie de l'aire d'attraction de Paris, dont elle est une commune de la couronne,. Cette aire regroupe 1 929 communes,.

## Toponymie
Le nom de la localité est mentionné sous les formes Carenciæ et Garenchiis, Charentos.
Probablement Carentia villa, de l'anthroponyme gallo-romain Carantius ou Carentius et du latin villa (domaine), suivi d'un suffixe ou d'une désinence -a, d'où *CARANTIA  (VILLA) > Chérence, par mutations phonétiques romanes successives, ou de la racine pré-celtique *kar mise en évidence par les linguistes et qui est présente dans la désignation de buttes rocheuses, de lieux pierreux ; notons, que dans le département du Val-d'Oise, à Chars comme à Chérence, la présence de carrières de pierre.

## Histoire

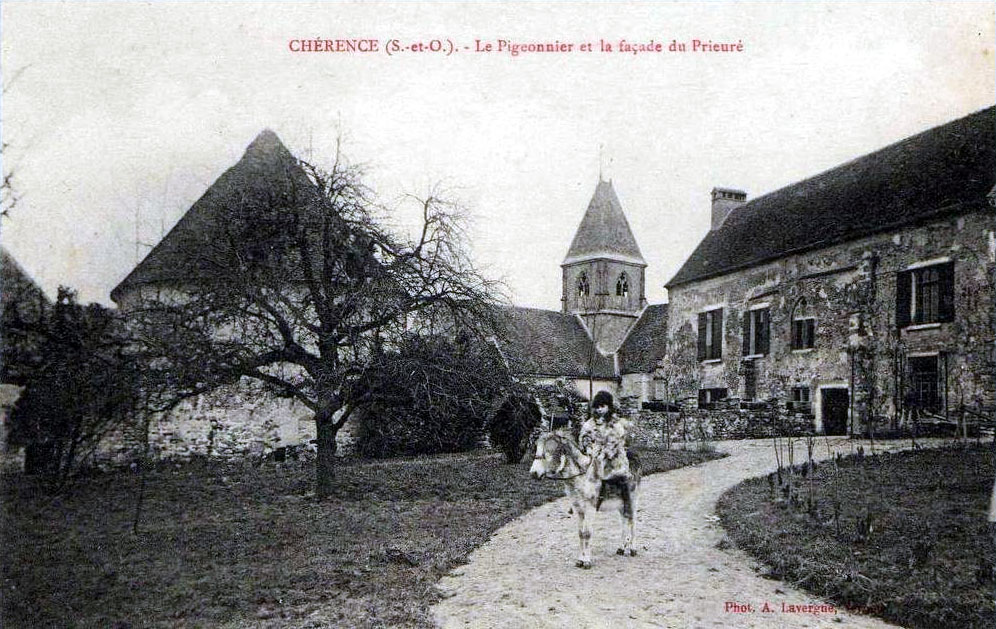
Ferme du prieuré au tout début du XXe siècle : Henri Roger Dethan, fils de Marie-Thérèse Dethan-Roullet, sur un âne.

Le territoire de la commune est occupé dès le néolithique, probablement de façon continue, comme l'attestent divers vestiges archéologiques retrouvés sur son territoire ainsi qu'une allée couverte, malheureusement détruite au XIXe siècle.
Le village actuel est mentionné dès le IXe siècle, il appartient alors à l'Abbaye Notre-Dame du Bec en Normandie qui y a fondé un prieuré. Chérence est de nouveau attesté en 1141 sous le nom de Carencia, et dans le pouillé de l'archevêque de Rouen en 1248 sous le nom de Charentos.
Les anciennes carrières de pierre du village, exploitées à partir du XVIIIe siècle et aujourd'hui abandonnées, ont servi à construire plusieurs monuments parisiens, dont les façades, le grand entablement et le grand dallage qui forme la couverture de l'arc de triomphe de l'Étoile, les chapiteaux de l'intérieur de l'église de la Madeleine, de Saint-Vincent-de-Paul, le port de Rouen, ou encore les chevaux du pont d'Iéna. Les matériaux étaient alors acheminés par voie fluviale, à partir de La Roche-Guyon.
Un aqueduc, conçu par Villars, l'architecte de la duchesse d'Enville, en 1741  amenait l'eau des sources de Chérence à la citerne du château de La Roche-Guyon, creusée dans la colline sous le donjon du château.
L’aérodrome de Mantes - Chérence, fondé en 1947 pour le Jamboree de la paix du mouvement scout, a été  jusqu'en 1961 le terrain de l'Aéro-club du Scoutisme français.

## Politique et administration

### Rattachements administratifs et électoraux
Rattachements administratifs
Antérieurement à la loi du 10 juillet 1964, la commune faisait partie du département de Seine-et-Oise. La réorganisation de la région parisienne en 1964 fit que la commune appartient désormais au département du Val-d'Oise et à son arrondissement de Pontoise après un transfert administratif effectif au 1er janvier 1968.
Elle faisait partie depuis  1801 du canton de Magny-en-Vexin. Dans le cadre du redécoupage cantonal de 2014 en France, cette circonscription administrative territoriale a disparu, et le canton n'est plus qu'une circonscription électorale.
Rattachements électoraux
Pour les élections départementales, la commune est membre depuis 2014 du canton de Vauréal.
Pour l'élection des députés, elle fait partie de la première circonscription du Val-d'Oise.

### Intercommunalité
Chérence est membre de la communauté de communes Vexin - Val de Seine, un établissement public de coopération intercommunale (EPCI) à fiscalité propre créé en 2005 et auquel la commune a transféré un certain nombre de ses compétences, dans les conditions déterminées par le code général des collectivités territoriales.

### Liste des maires
| Période                                  | Période        | Identité            | Étiquette | Qualité                                       |
| ---------------------------------------- | -------------- | ------------------- | --------- | --------------------------------------------- |
| Les données manquantes sont à compléter. |                |                     |           |                                               |
| 20 mai 1888                              | 3 janvier 1940 | Louis Guimier.      |           | Agriculteur, Chevalier de la Légion d'honneur |
| 1940                                     | 1945           | Julien Huber        |           |                                               |
| 1945                                     | 1947           | Gaston Pernelle     |           |                                               |
| 1947                                     | 1952           | Julien Huber        |           |                                               |
| 1952                                     | 1956           | Gaston Pernelle     |           |                                               |
| 1957                                     | 1965           | Eugénie Huet        |           |                                               |
| 1965                                     | 1974           | André Puech         |           |                                               |
| 1974                                     | 1985           | Oswald Vandeputte   |           |                                               |
| 1985                                     | mars 2001      | Bernard Lhuillier   | DVD       |                                               |
| mars 2001                                | mars 2008      | Marc Lovisi         | DVD       |                                               |
| mars 2008                                | En cours       | Philippe Vandeputte | SE        | Réélu pour le mandat 2020-2026,               |

## Population et société

### Démographie
L'évolution du nombre d'habitants est connue à travers les recensements de la population effectués dans la commune depuis 1793. Pour les communes de moins de 10 000 habitants, une enquête de recensement portant sur toute la population est réalisée tous les cinq ans, les populations de référence des années intermédiaires étant quant à elles estimées par interpolation ou extrapolation. Pour la commune, le premier recensement exhaustif entrant dans le cadre du nouveau dispositif a été réalisé en 2008.

En 2022, la commune comptait 128 habitants, en évolution de −14,67 % par rapport à 2016 (Val-d'Oise : +4 %, France hors Mayotte : +2,11 %).
| 1793 | 1800 | 1806 | 1821 | 1831 | 1836 | 1841 | 1846 | 1851 |
| ---- | ---- | ---- | ---- | ---- | ---- | ---- | ---- | ---- |
| 372  | 333  | 342  | 360  | 373  | 378  | 352  | 360  | 346  |

| 1856 | 1861 | 1866 | 1872 | 1876 | 1881 | 1886 | 1891 | 1896 |
| ---- | ---- | ---- | ---- | ---- | ---- | ---- | ---- | ---- |
| 332  | 313  | 299  | 253  | 234  | 226  | 213  | 199  | 224  |

| 1901 | 1906 | 1911 | 1921 | 1926 | 1931 | 1936 | 1946 | 1954 |
| ---- | ---- | ---- | ---- | ---- | ---- | ---- | ---- | ---- |
| 212  | 214  | 220  | 140  | 150  | 143  | 132  | 129  | 133  |

| 1962 | 1968 | 1975 | 1982 | 1990 | 1999 | 2006 | 2008 | 2013 |
| ---- | ---- | ---- | ---- | ---- | ---- | ---- | ---- | ---- |
| 122  | 119  | 117  | 126  | 141  | 143  | 150  | 152  | 162  |

| 2018 | 2022 | - | - | - | - | - | - | - |
| ---- | ---- | - | - | - | - | - | - | - |
| 127  | 128  | - | - | - | - | - | - | - |

### Cultes
Le prieuré Saint-Benoît : depuis 1988, une petite communauté de moines bénédictins rattachée à la congrégation Notre-Dame d'Espérance s'est installé dans un ancien corps de ferme. Le prieuré accueille, comme toutes les communautés rattachées à cette congrégation, des moines disposant d'un handicap ou d'une déficience mentale.

## Culture locale et patrimoine

### Lieux et monuments

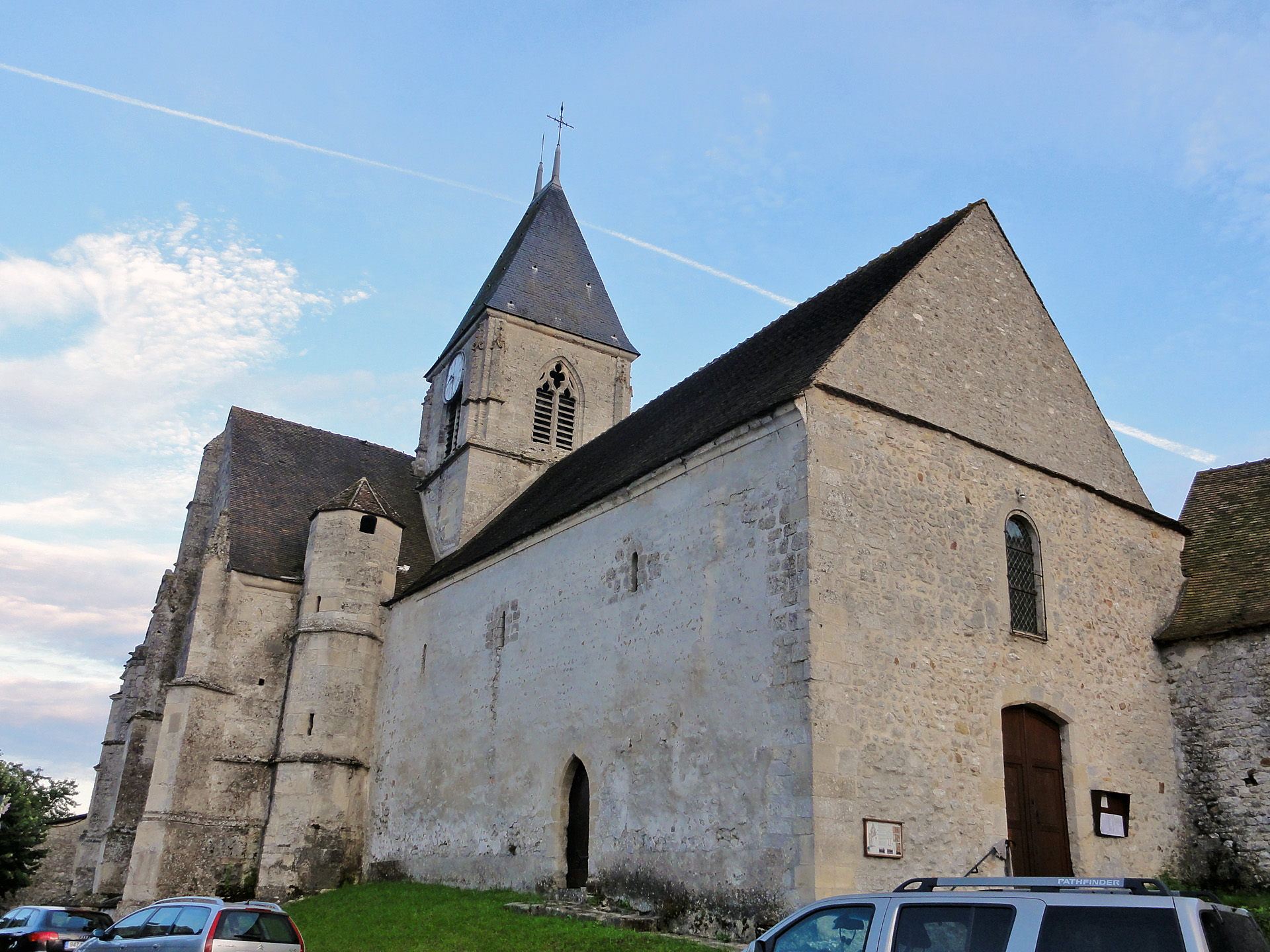
Église Saint-Denis.

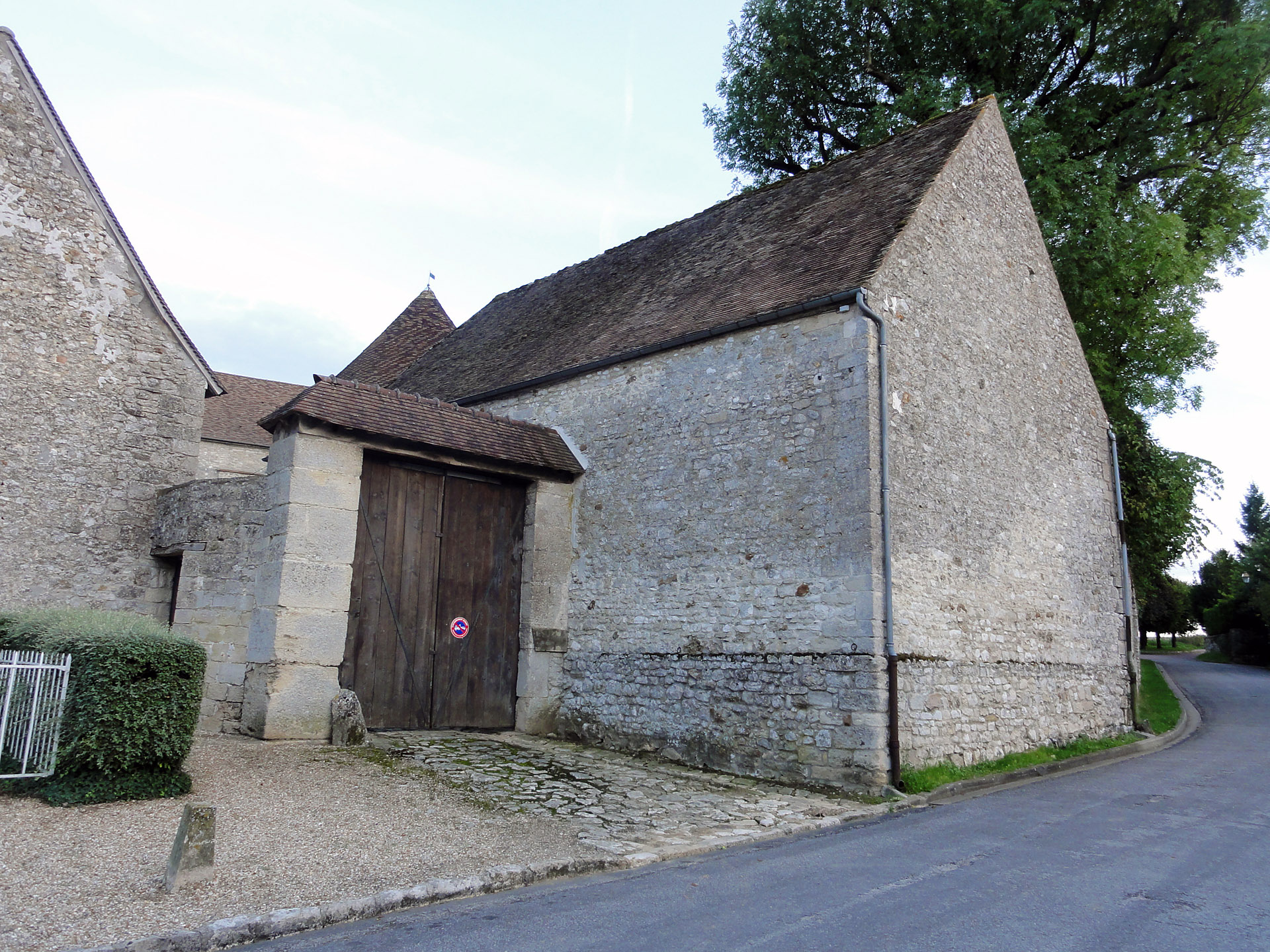
Ferme du prieuré.

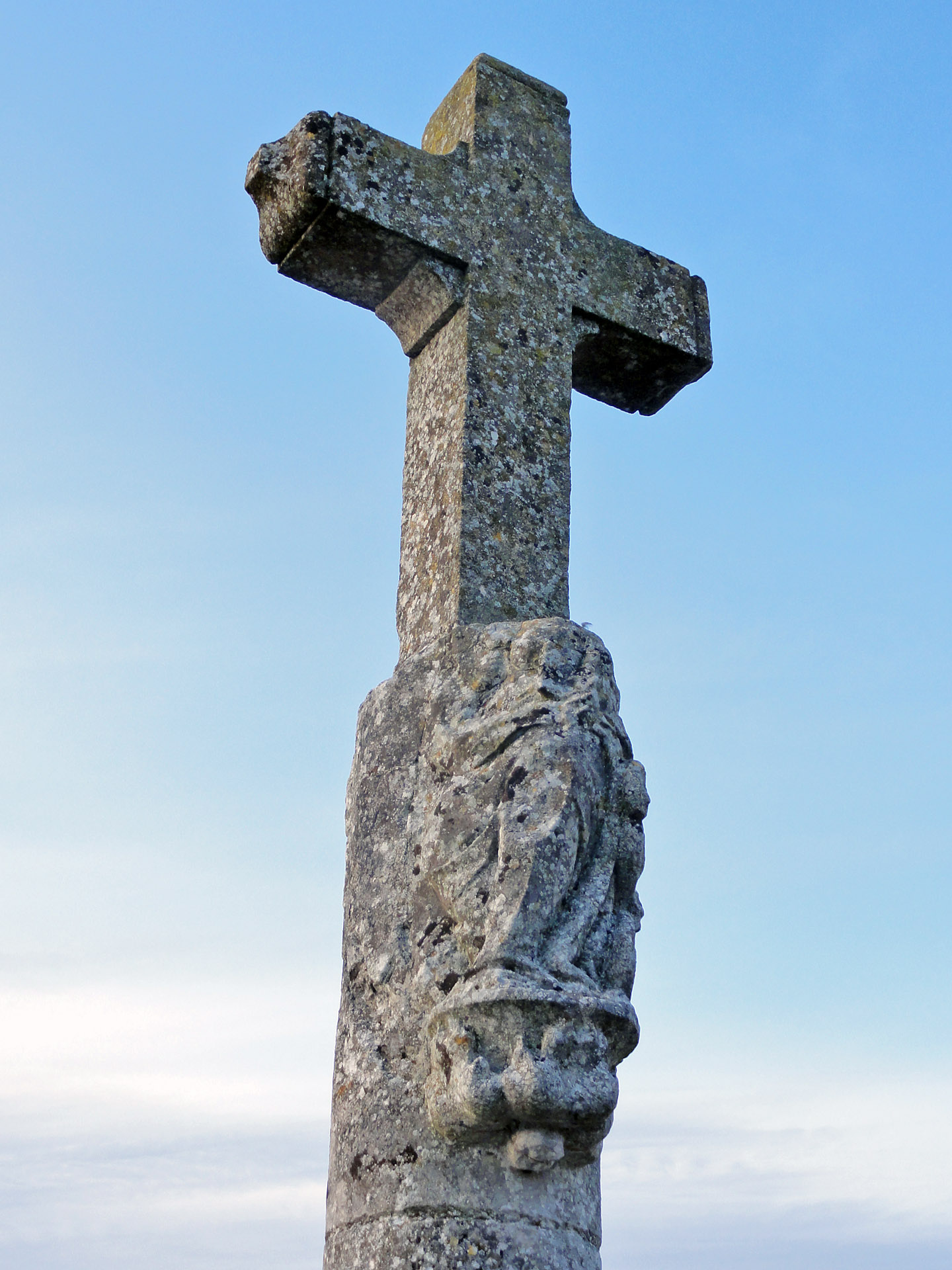
Croix de cimetière.

Chérence compte trois monuments historiques sur son territoire : 
- Église Saint-Denis, rue de l'Église (classée monument historique en 1962[28])

Elle se compose de deux parties bien distinctes, une nef romane de la fin du XIe siècle, dont le caractère s'est perdu à la suite des remaniements, et un ensemble homogène du XVIe siècle de transept, clocher central au-dessus de la croisée du transept, chœur de deux travées au chevet à pans coupés et deux chapelles latérales du chœur, portant sur deux travées chacune. Les croisillons ont des grands pignons communs avec les chapelles avoisinantes, alors que les chapelles orientales ont des pignons indépendants, donnant également sur le nord et sur le sud. Du fait que la nef est plus large que le carré du transept, elle est directement reliée aux bras du transept par d'étroits passages.
Son plafond est voûté en berceau en bois, et trois étroites fenêtres plein cintre subsistent toutefois au nord. La structure des neuf travées du XVIe siècle appartient à l'architecture gothique, et le décor intérieur évolue du style flamboyant vers le style Renaissance au sud, mais toutes les baies sont toutefois en tiers-point, ce qui est également le cas des ouvertures du clocher,.
- Ferme du prieuré, au sud de l'église (inscrite monument historique en 1926[31])

Elle est constituée de divers bâtiments étagés sur la pente naturelle du terrain, provenant du XIVe ou XVe siècle. Le logis seigneurial avec ses fenêtres gothiques remonte toutefois au XIIe siècle. La ferme comporte également un pigeonnier circulaire. Marie-Thérèse Dethan-Roullet (1870-1945), artiste peintre reconnue, a habité le prieuré durant la première moitié du XXe siècle.
- Croix de cimetière (de) (inscrite monument historique en 1950[32])

Cette croix est reconstituée après la Révolution en récupérant des éléments de différents monuments religieux saccagés, dont un monument présentant des statues de saint Jean et de sainte Catherine, placées sur des culs-de-lampe sculptés. Les différents éléments proviennent de la période allant du XIVe au XVIe siècle.
On peut également signaler : 
- Calvaire de la Petite-Croix, à l'entrée du village

Petite croix simple du XVe siècle sculptée dans la pierre, plus large que haute, plantée dans un socle qui n'est autre qu'un chapiteau de colonne retourné, daté du XIIIe siècle.
- Abreuvoir communal

Constitué d'une longue auge en pierre, c'est un rare exemple d'abreuvoir à bassin surélevé du XIXe siècle dans le Vexin français.
- L'aérodrome de Mantes - Chérence

Un aérodrome de plaisance, exclusivement utilisé comme terrain de vol à voile,.

### Personnalités liées à la commune
- Marie-Thérèse Dethan-Roullet (1870-1945), artiste peintre, y a possédé le prieuré avec son mari.
- Eugène Galien-Laloue (1854-1941), peintre, y est décédé et y est inhumé.
- Betsy Jolas (1926), compositrice de musique, habite le village dans une maison acquise dans les années 1950 par ses parents, le poète et journaliste Eugène Jolas et la traductrice Maria Jolas[35].
- Nathalie Sarraute (1900-1999), écrivaine française d'origine russe, y posséda de 1949 à 1999 une maison où elle écrivit une partie de son œuvre. Elle est enterrée au cimetière de Chérence.

### Héraldique
| Blason de Chérence | Blason  | Parti : écartelé : au premier et au quatrième de gueules semé de fleurs de lys d'argent, au deuxième et au troisième d'argent à la tour crènelée de cinq pièces de gueules, maçonnée de sable, ouverte et ajourée du champ. |
| Blason de Chérence | Détails | |